# Father's Choice (film 1913 Hotaling)
Father's Choice è un cortometraggio muto del 1913 diretto da Arthur Hotaling.

## Produzione
Il film fu prodotto dalla Lubin Manufacturing Company.

## Distribuzione
Distribuito dalla General Film Company, il cortometraggio venne distribuito nelle sale degli Stati Uniti il 20 ottobre 1913. Nelle proiezioni, veniva programmato con il sistema dello split reel, accorpato in un'unica bobina con un altro cortometraggio prodotto dall'Essanay, la commedia All on Account of Daisy.